# Gaétan Duchesne
Pour les articles homonymes, voir Duchesne.
Gaétan Duchesne (né le 11 juillet 1962 à Les Saules, Québec au Canada et mort le 16 avril 2007 à Québec) est un joueur de hockey sur glace professionnel.

## Carrière
Né à Les Saules en 1962, maintenant un quartier de la ville de Québec et neuvième enfant d'une famille de onze, il fait la joie de son père, grand amateur de hockey, en se hissant au niveau professionnel à l'âge de 19 ans, après avoir été sélectionné en 8e ronde au repêchage amateur,.
Acquis en 1981 par les Capitals de Washington, Duchesne a joué six saisons avec les Capitals avant qu'il ne soit échangé aux Nordiques de Québec avec Alan Haworth et un choix de repêchage de première ronde (qui permettra de repêcher Joe Sakic en retour de Dale Hunter et Clint Malarchuk).
Après deux saisons à Québec, il est échangé aux North Stars du Minnesota en retour de Kevin Kaminski. On lui offrira au Minnesota l'animation d'une émission de télévision sur le sport, The Duke Show.
Duchesne a aussi joué avec les Sharks de San José et les Panthers de la Floride. En 1,028 parties dans la Ligue nationale de hockey, il a compté 179 buts et 254 aides.
En 1996-1997, il retourne au jeu avec les Rafales de Québec de la Ligue internationale de hockey. Il ne participe qu'à trois matchs de cette équipe en 1997-1998. Il devient ensuite assistant-entraîneur pour les Remparts de Québec de la Ligue de hockey junior majeur du Québec pendant un peu plus de deux saisons. Il était de plus impliqué dans la ringuette amateur et était propriétaire d'une entreprise de matériel d'art.
Malgré sa bonne forme physique, Duchesne est mort à l'âge de 44 ans d'une crise cardiaque durant son entraînement en salle, sur un tapis servant à faire des exercices au sol. Il était un athlète accompli, adepte du vélo stationnaire et du Spinning. Il laisse dans le deuil sa femme Gina De Rico, sa fille Cloé qui s'adonne à la ringuette et son fils, Jérémy, gardien numéro 1 pour les Foreurs de Val-d'Or. Des responsables municipaux de la Ville de Québec ont évoqué l'idée de renommer l'aréna du quartier Les Saules "Aréna Gaétan-Duchesne". Il fut décrit par le journaliste sportif Maurice Dumas comme incarnant la joie de vivre et comme un athlète consciencieux et honnête. L'ancien directeur général des Nordiques Maurice Filion a déclaré à son propos qu'« On ne s'ennuyait pas en sa compagnie ». Son ancien entraîneur, Bryan Murray, l'a qualifié de « joueur loyal qui remplissait tous les rôles que tu lui confiais ».

## Statistiques
| Saison     | Équipe                   | Ligue      |       | Saison régulière | Saison régulière | Saison régulière | Saison régulière | Saison régulière |    | Séries éliminatoires | Séries éliminatoires | Séries éliminatoires | Séries éliminatoires | Séries éliminatoires |
| Saison     | Équipe                   | Ligue      | PJ    | B                | A                | Pts              | Pun              | PJ               | B  | A                    | Pts                  | Pun                  |                      |                      |
| 1979-1980  | Remparts de Québec       | LHJMQ      | 46    | 9                | 28               | 37               | 22               | 5                | 0  | 2                    | 2                    | 9                    |                      |                      |
| 1980-1981  | Remparts de Québec       | LHJMQ      | 72    | 27               | 45               | 72               | 63               | 7                | 1  | 4                    | 5                    | 6                    |                      |                      |
| 1981-1982  | Remparts de Québec       | LHJMQ      | 2     | 0                | 0                | 0                | 0                |                  |    |                      |                      |                      |                      |                      |
| 1982-1983  | Bears de Hershey         | LAH        | 1     | 1                | 0                | 1                | 0                |                  |    |                      |                      |                      |                      |                      |
| 1982-1983  | Capitals de Washington   | LNH        | 77    | 18               | 19               | 37               | 52               | 4                | 1  | 1                    | 2                    | 4                    |                      |                      |
| 1983-1984  | Capitals de Washington   | LNH        | 79    | 17               | 19               | 36               | 29               | 8                | 2  | 1                    | 3                    | 2                    |                      |                      |
| 1984-1985  | Capitals de Washington   | LNH        | 67    | 15               | 23               | 38               | 32               | 5                | 0  | 1                    | 1                    | 7                    |                      |                      |
| 1985-1986  | Capitals de Washington   | LNH        | 80    | 11               | 28               | 39               | 39               | 9                | 4  | 3                    | 7                    | 12                   |                      |                      |
| 1986-1987  | Capitals de Washington   | LNH        | 74    | 17               | 35               | 52               | 53               | 7                | 3  | 0                    | 3                    | 14                   |                      |                      |
| 1987-1988  | Nordiques de Québec      | LNH        | 80    | 24               | 23               | 47               | 83               |                  |    |                      |                      |                      |                      |                      |
| 1988-1989  | Nordiques de Québec      | LNH        | 70    | 8                | 21               | 29               | 56               |                  |    |                      |                      |                      |                      |                      |
| 1989-1990  | North Stars du Minnesota | LNH        | 72    | 12               | 8                | 20               | 33               | 7                | 0  | 0                    | 0                    | 6                    |                      |                      |
| 1990-1991  | North Stars du Minnesota | LNH        | 68    | 9                | 9                | 18               | 18               | 23               | 2  | 3                    | 5                    | 34                   |                      |                      |
| 1991-1992  | North Stars du Minnesota | LNH        | 73    | 8                | 15               | 23               | 102              | 7                | 1  | 0                    | 1                    | 6                    |                      |                      |
| 1992-1993  | North Stars du Minnesota | LNH        | 84    | 16               | 13               | 29               | 30               |                  |    |                      |                      |                      |                      |                      |
| 1993-1994  | Sharks de San José       | LNH        | 84    | 12               | 18               | 30               | 28               | 14               | 1  | 4                    | 5                    | 12                   |                      |                      |
| 1994-1995  | Sharks de San José       | LNH        | 33    | 2                | 7                | 9                | 16               |                  |    |                      |                      |                      |                      |                      |
| 1996-1997  | Rafales de Québec        | LIH        | 66    | 10               | 18               | 28               | 54               | 9                | 5  | 0                    | 5                    | 4                    |                      |                      |
| 1997-1998  | Rafales de Québec        | LIH        | 3     | 0                | 0                | 0                | 2                |                  |    |                      |                      |                      |                      |                      |
| Totaux LNH | Totaux LNH               | Totaux LNH | 1 028 | 179              | 254              | 433              | 617              | 84               | 14 | 13                   | 27                   | 97                   |                      |                      |

## Parenté au hockey
- Père de Jeremy Duchesne, hockeyeur

## Honneurs
- Un aréna est nommé à son honneur dans la ville de Québec.